# The Edge of Heaven
Singles de Wham!
I'm Your Man
(1986) Where Did Your Heart Go?
(1986)
The Edge of Heaven est un single du duo de pop britannique Wham!, sorti en 1986 chez Epic Records. Il a été écrit par George Michael.

## Liste des titres

### 7": Epic / A FIN 1 (UK)
1. "The Edge of Heaven" (4:37)
2. "Wham Rap '86" (6:33)

### 7": Epic / FIN 1 (UK)
1. "The Edge of Heaven" (4:31)
2. "Wham Rap '86" (6:33)
3. "Battlestations" (5:25)
4. "Where Did Your Heart Go?" (5:43)

- edition limitée double 7" pack

### 12": Epic / FIN T1 (UK)
1. "Battlestations" (5:25)
2. "Where Did Your Heart Go?" (5:43)
3. "The Edge of Heaven" (4:31)
4. "Wham Rap '86" (6:33)